# Spooktreinen
De Spooktreinen was de naam die men gaf aan de treinen die tijdens de Duitse invasie van België in mei 1940 als staatsgevaarlijk beschouwde personen wegvoerden naar Frankrijk, waar ze in kampen werden opgesloten. Het ging voor een groot deel om arbitraire interneringen in de chaos van de Duitse opmars. Er zijn twee dergelijke treinen bekend, maar mogelijk waren er meer.

## Context
Tijdens de Schemeroorlog in de aanloop naar de Tweede Wereldoorlog steeg de vrees voor de vijfde colonne ten top. Er was veel spionage en het risico op verraad was reëel. Op 22 maart 1940 stelde minister van Justitie Paul-Emile Janson een comité samen dat het veiligheidsbeleid moest coördineren. Dit Coördinatiecomité werd geleid door Janson en bestond uit de drie procureurs-generaal, auditeur-generaal Walter Ganshof van der Meersch en administrateur-generaal van de Staatsveiligheid Robert de Foy. Op 16 april droeg Janson de Belgische procureurs op lijsten van staatsgevaarlijke individuen samen te stellen. Terwijl de dossiers van de parketten en de Staatsveiligheid nog niet via het Coördinatiecomité tot bij de Minister van Justitie waren geraakt, vond de Duitse inval plaats. Er bestond enkel een lijst van 'leidende staatgevaarlijke elementen' die 51 namen bevatte en was samengesteld door de Staatsveiligheid.
Op de middag van 10 mei stuurde het Coördinatiecomité een telegram naar alle procureurs en posten van de rijkswacht en de politie om alle verdachte of gevaarlijke personen op te sluiten. In de militaire overrompeling die volgde, arresteerden de Belgische autoriteiten duizenden verdachte personen, zonder de uitgewerkte procedures te volgen. Het ging voornamelijk om onderdanen van vijandige mogendheden – vaak Duitse Joden en anderen die voor het naziregime waren gevlucht –, maar ook om aanhangers van de Nieuwe Orde, communisten, neutraliteitsverdedigers, staatlozen en andere verdachte personen.
De Duitse opmars joeg tienduizenden Belgen op de vlucht. Nadat Luik op 12 mei onder de voet werd gelopen, raakten de wegen in het noorden van Frankrijk vrij snel vol burgers met alle soorten vervoermiddelen op de vlucht voor het nazileger. Ook de Belgische regeringsleden voelden de hete adem in de nek. Diezelfde dag telegrafeerde Ganshof van der Meersch naar de lokale rijkswacht- en politieposten dat de administratief geïnterneerde vijandige Belgen en buitenlanders weg van de frontlinies moesten worden gebracht met treinen, bussen en vrachtwagens.

## Vervoer en internering in Frankrijk
Vanuit de Belgische steden Antwerpen, Brussel, Luik, Bergen, Doornik enz. werden duizenden geïnterneerden in treinen geplaatst, meestal gewone gesloten goederentreinen. Zij werden bewaakt door Belgische soldaten die hen tot de eindhalte moesten begeleiden. Deze treinen, les Trains Fantômes of Spooktreinen zoals ze later genoemd werden, kwamen maar traag op gang en de omstandigheden in de gesloten goederenwagons (met soms meer dan 50 geïnterneerden opeengepakt) waren slecht: zonder sanitair, water of eten moesten de geïnterneerden de reis proberen te overleven. Een spooktrein die was vertrokken vanuit Brussel richting Orléans (450 kilometer verder) was zeven dagen onderweg. Sommigen dronken bij gebrek aan water hun eigen urine en vele gevangenen stierven onderweg. 
Voorbij de Franse grens vielen de geïnterneerden buiten de controle van de Belgische regering. Hoe verder die Spooktreinen in Frankrijk geraakten, hoe vijandiger de stemming onder de bevolking voelbaar was, o.a. door de op wagons in witte letters gekalkte tekst "Parachutistes! Espions! 5e colonne!"  De lokale bevolking dacht dat het spionnen en landverraders waren en bij de sanitaire haltes werden velen van hen geslagen en geschopt door hun bewakers, de bevolking of passerende colonnes Franse soldaten. In Abbeville werden 21 Belgen vermoord op bevel van een dronken Franse officier (zie: Bloedbad van Abbeville).
De Fransen lieten de Spooktreinen doorrijden naar het zuiden van Frankrijk, waar voormalige interneringskampen voor Spaanse Republikeinen geschikt werden geacht om die zogenaamde parachutisten, spionnen en vijfde colonne-Belgen in op te sluiten. Door het snel oprukken van de Duitsers, sloegen de Belgische regerings- en parlementsleden ook op de vlucht, waarbij de meeste leden tussen 15 en 28 mei 1940 vertrokken naar Frankrijk, waar ze in Limoges een voorlopig kabinet vormden. 

## Vrijlating
Vanuit Limoges werden enkele weken later stappen ondernomen om de Belgische geïnterneerden weer vrij te krijgen. Dat kon pas gebeuren toen ook Frankrijk was gevallen (22 juni 1940) en de Duitsers aarzelend toestemming gaven om de Belgen vrij te laten. Op 3 juli werden de Belgen in het kamp Saint-Cyprien vrijgelaten. Op 21 juli slaagden ministers August De Schryver en Arthur Vanderpoorten, samen met VNV'ers Hendrik Borgignon en Marcel De Ridder de vrijlating van de meeste nog opgesloten Belgen te bekomen. De Joden en de antifascisten bleven echter geïnterneerd in Frankrijk.

## Onderzoek
Over het aantal personen dat werd aangehouden en weggevoerd bestaat onduidelijkheid. In de zomer van 1940 werd door de Duitse bezetter een onderzoekscommissie ingesteld om de wegvoeringen te onderzoeken. Deze schatte het aantal weggevoerden op 10.000. Alle hiervoor in beslag genomen documenten werden bij bombardementen op Berlijn vernietigd. Ganshof van der Meersch schatte het aantal weggevoerden op 4 tot 5.000. Historici Jules Gérard-Libois en José Gotovitch schatten het aantal weggevoerden Belgen op 4 tot 6.000, waarvan de helft Belgen en de helft buitenlanders.